# Refúgio nacional de vida silvestre Playa Hermosa
O Refúgio Nacional de Vida Silvestre Playa Hermosa é um área de conservação natural da Costa Rica, pertencente ao Área de Conservação Pacífico Central. Encontra-se localizado no cantão de Garabito, província de Puntarenas, tem uns 5 km da cidade de Jacó, a 1,5 horas em automóvel desde San José, capital do país. Foi criado a 3 de março de 1999. O seu objetivo é proteger a desova da tartaruga-olivacea, o que o faz de grande relevância ao ser esta uma espécie em via de extinção. Também conservou a faixa de praia onde está localizado um manguezal.

## Refúgio
O refúgio é constituído pela praia, esteiros, estuários, bosques inundados, lagos e lagoas, e grande variedade de espécies residentes migratórias. Estende-se de noroeste a sudeste desde ponta Mala, também conhecida como Ponta Judas, até à desembocadura do rio Tullín ou Tusubres, que serve de limite entre os cantões de Garabito e Parrita. O refúgio encontra-se dividido em duas seções: a de Formosa ou Tullín, entre a desembocadura do rio e a população da Praia Hermosa, de uns 7 km de comprimento, e a seção de Ponta Mala, desde Praia Hermosa até à ponta deste nome.
Entre as populações mais próximas ao refúgio encontram-se Praia Hermosa e Quebrada Amarilla, do cantão de Garabito, e Esterillos Oeste, do cantão de Parrita. Estas populações reúnem os recursos naturais mais importantes da área, dado que contam com grande quantidade de praias, flora, fauna e recursos hídricos. O refúgio encontra-se localizado dentro de uma região de rápido desenvolvimento socioeconómico e turístico do Pacífico central da Costa Rica, como se pode observar na próxima cidade de Jacó.
O principal objetivo do refúgio é a proteção da tartaruga oliva (Lepidochelys olivacea), que desova soube praias. Ocasionalmente, o lugar também serve de desova para tartarugas negras (Chelonia mydas) e de couro (Dermochelys coriacea).
Devido que é uma zona protegida, dentro do refúgio está proibida a pesca, acampar ou acender fogos, bem como sacar espécies autóctonas.

## Praia
Com 8 km de comprimento, Playa Hermosa é uma longa praia de costa aberta e areia cinza. Possui fortes correntes, o que o faz algo perigosa para praticar a natação, mas isto em mudança favorece a formação de forte ondas, o que a faz ideal para a prática do surf. Pode-se desfrutar também do mar, o solo e as belezas paisagísticas.
Não deve se confundir esta praia com a outra do mesmo nome, localizada na província de Guanacaste.

## Galeria

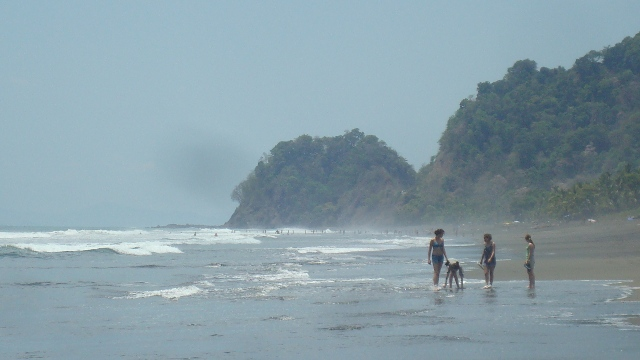
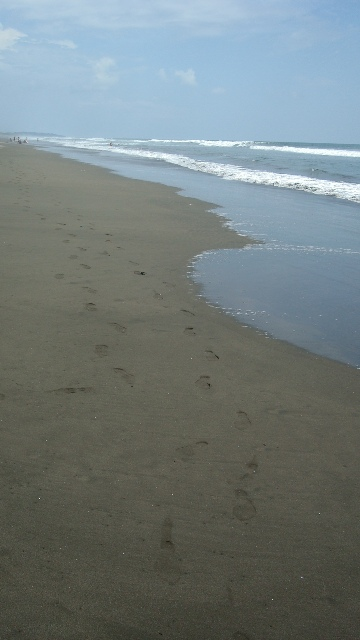
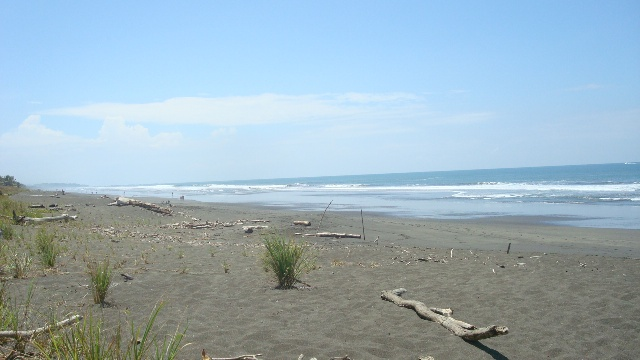
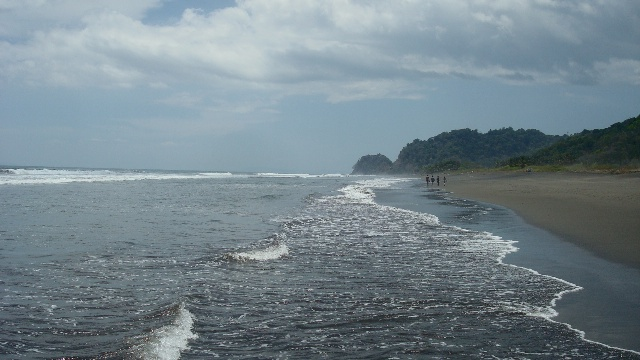
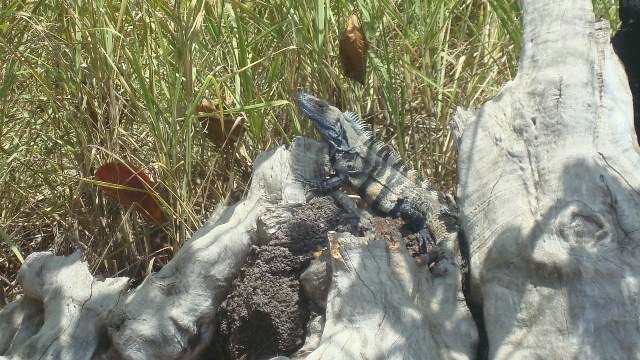
Ctenosaura similis.